# Arthrosaura kockii
Espèce
Synonymes
- Prionodactylus kockii Lidth de Jeude, 1904
- Arthrosaura dorsistriata Müller, 1923

Statut de conservation UICN

 LC  : Préoccupation mineure
Arthrosaura kockii est une espèce de sauriens de la famille des Gymnophthalmidae.

## Répartition
Cette espèce se rencontre au Suriname, en Guyane et au Brésil en Amapá, au Pará et en Amazonas.

## Étymologie
Cette espèce est nommée en l'honneur de P. J. de Kock.

## Publication originale
- Lidth de Jeude, 1904 : Reptiles and batrachians from Surinam. Notes from the Leyden Museum, vol. 25, p. 83-94 (texte intégral).